# ブレンネル・アウヴェス・サビーノ
ブレンネル・アウヴェス・サビーノ（Brenner Alves Sabino、1999年1月10日 - ）は、ブラジル・リオグランデ・ド・スル州ポルト・アレグレ出身のプロサッカー選手。タイ・リーグ1・コーンケン・ユナイテッドFC所属。ポジションはフォワード。

## 来歴
2019年8月13日、買取オプション付きの契約でSCインテルナシオナルからデンマークのヴェイレBKに期限付き移籍。しかし公式戦3試合の出場に留まり、買取オプションが行使されることなく12月20日に退団が決まった。
2020年1月20日、いわてグルージャ盛岡に期限付き移籍。
2021年1月14日、いわてグルージャ盛岡に完全移籍で加入。
2022年11月1日、いわてグルージャ盛岡は契約期間の満了を発表した。
2023年1月14日、タイ・リーグ1のプラチュワップFCへの加入が発表された。

## Jリーグでの個人成績
| 国内大会個人成績 | 国内大会個人成績 | 国内大会個人成績 | 国内大会個人成績 | 国内大会個人成績 | 国内大会個人成績 | 国内大会個人成績 | 国内大会個人成績 | 国内大会個人成績 | 国内大会個人成績 | 国内大会個人成績 | 国内大会個人成績 |
| 年度             | クラブ           | 背番号           | リーグ           | リーグ戦         | リーグ戦         | リーグ杯         | リーグ杯         | オープン杯       | オープン杯       | 期間通算         | 期間通算         |
| 年度             | クラブ           | 背番号           | リーグ           | 出場             | 得点             | 出場             | 得点             | 出場             | 得点             | 出場             | 得点             |
| 日本             | 日本             | 日本             | 日本             | リーグ戦         | リーグ戦         | リーグ杯         | リーグ杯         | 天皇杯           | 天皇杯           | 期間通算         | 期間通算         |
| ---------------- | ---------------- | ---------------- | ---------------- | ---------------- | ---------------- | ---------------- | ---------------- | ---------------- | ---------------- | ---------------- | ---------------- |
| 2020             | 岩手             | 11               | J3               | 28               | 4                | -                | -                | -                | -                | 28               | 4                |
| 2021             | 岩手             | 11               | J3               | 24               | 5                | -                | -                | 3                | 2                | 27               | 7                |
| 2022             | 岩手             | 11               | J2               | 32               | 4                | -                | -                | 1                | 1                | 33               | 5                |
| 通算             | 日本             | 日本             | J2               | 32               | 4                | -                | -                | 1                | 1                | 33               | 5                |
| 通算             | 日本             | 日本             | J3               | 52               | 9                | -                | -                | 3                | 2                | 55               | 11               |
| 総通算           | 総通算           | 総通算           | 総通算           | 84               | 13               | -                | -                | 4                | 3                | 88               | 16               |

- Jリーグ初出場：2020年6月27日 J3第1節 vsブラウブリッツ秋田（いわぎんスタジアム）
- Jリーグ初得点：2020年10月18日 J3第22節 vsカターレ富山（富山県総合運動公園陸上競技場）